# Hoya glabra
Hoya glabra är en oleanderväxtart som beskrevs av Rudolf Schlechter. Hoya glabra ingår i släktet Hoya och familjen oleanderväxter. Inga underarter finns listade i Catalogue of Life.